# Nueva Holanda
Nueva Holanda är en ort i Mexiko.   Den ligger i kommunen Ojinaga och delstaten Chihuahua, i den norra delen av landet, 1 200 km nordväst om huvudstaden Mexico City. Nueva Holanda ligger 1 190 meter över havet och antalet invånare är 426.
Terrängen runt Nueva Holanda är platt, och sluttar brant västerut.  Trakten runt Nueva Holanda är nära nog obefolkad, med mindre än två invånare per kvadratkilometer. Närmaste större samhälle är El Oasis, 11,5 km norr om Nueva Holanda. Omgivningarna runt Nueva Holanda är i huvudsak ett öppet busklandskap.